# Heinrich Kiepert
Henrich Kiepert (Berlim, 31 de julho de 1818 – Berlim, 21 de abril de 1899) foi um geógrafo alemão, especialmente eminente na área de cartografia histórica, e professor da Universidade de Berlim. Diversas obras póstumas foram publicadas por seu nome, inclusive por seu filho Richard Kiepert, que seguiu a carreira de geógrafo.